# Brandholz (Goldkronach)
Brandholz ist ein Gemeindeteil der Stadt Goldkronach im Landkreis Bayreuth (Oberfranken, Bayern). Die Gemarkung Brandholz hat eine Fläche von 4,173 km². Sie ist in 831 Flurstücke aufgeteilt, die eine durchschnittliche Flurstücksfläche von 5021,19 m² haben. In ihr liegen neben dem namensgebenden Ort die Gemeindeteile Beerfleck, Frankenberg, Geräum, Goldberg, Schlegelberg, Sickenreuth, Silberrose und Zoppaten.

## Geografie
Das Dorf liegt im Tal des Zoppatenbachs, eines linken Zuflusses des Weißen Mains und ist von Ausläufern des Fichtelgebirges umgeben. Es bildet mit Beerfleck im Osten eine geschlossene Siedlung. Im Ort steht eine Friedenseiche, die als Naturdenkmal ausgezeichnet ist, und es befindet sich am nördlichen Ortsrand das Geotop Alter Diabasbruch. Im Osten grenzt der Goldkronacher Forst an. Gemeindeverbindungsstraßen führen nach Zoppaten (0,9 km nordwestlich) und nach Goldkronach zur Staatsstraße 2163 (1,5 km westlich). Ein Anliegerweg führt nach Silberrose (0,4 km westlich).

## Geschichte
Brandholz wurde im Jahr 1560 erstmals urkundlich erwähnt. Der Ort lag in einem Waldgebiet, das dem Kloster Himmelkron gehörte. Früher wurde in der Gegend Gold abgebaut.
Gegen Ende des 18. Jahrhunderts bestand Brandholz aus 19 Anwesen. Die Hochgerichtsbarkeit stand dem bayreuthischen Stadtvogteiamt Goldkronach zu. Die Dorf- und Gemeindeherrschaft hatte das Kastenamt Gefrees. Grundherren waren
- das Kastenamt Gefrees: 3 Gütlein, 13 Tropfhäuser;
- die Hofkanzlei Bayreuth: 1 Gütlein;
- das Bergamt Goldkronach: 1 Tropfhaus;
- der Rat Goldkronach: 1 Söldengütlein.[7]

Von 1797 bis 1810 unterstand Brandholz dem Justiz- und Kammeramt Gefrees. Nachdem im Jahr 1810 das Königreich Bayern das Fürstentum Bayreuth käuflich erworben hatte, wurde der Ort bayerisch. Infolge des Ersten Gemeindeedikts wurde Brandholz dem 1812 gebildeten Steuerdistrikt Goldkronach zugewiesen. Zugleich entstand die Ruralgemeinde Brandholz, zu der Beerfleck, Frankenberg und Gesegneter Friedrich gehörten. Sie war in Verwaltung und Gerichtsbarkeit dem Landgericht Gefrees zugeordnet und in der Finanzverwaltung dem Rentamt Gefrees. Mit dem Zweiten Gemeindeedikt (1818) wurden die Gemeinden Goldberg, Sickenreuth mit Geräum, Heidelleithen und Schlegelberg und Zoppaten mit Silberrose eingegliedert. 1840 wurde die Gemeinde Brandholz an das Landgericht Berneck und an das Rentamt Marktschorgast überwiesen (1919 in Finanzamt Marktschorgast umbenannt). Ab 1862 gehörte Brandholz zum Bezirksamt Berneck. Die Gerichtsbarkeit blieb beim Landgericht Berneck (1879 in Amtsgericht Berneck umgewandelt). 1929 wurde die Gemeinde schließlich an das Bezirksamt Bayreuth (1939 in Landkreis Bayreuth umbenannt) und das Finanzamt Bayreuth abgegeben. 1964 hatte die Gemeinde eine Gebietsfläche von 4,168 km². Im Zuge der Gebietsreform in Bayern wurde die Gemeinde Brandholz am 1. Mai 1978 in Goldkronach eingegliedert.

### Baudenkmäler
- Hirschhornstraße 8: Gasthaus zur Mühle

ehemalige Baudenkmäler
- Bergwerkstraße 7: Ehemaliges Bergwerksgebäude
- Hirschhornstraße 4: Bauernhaus

### Einwohnerentwicklung
Gemeinde Brandholz
| Jahr      | 1818  | 1840   | 1852   | 1855   | 1861   | 1867   | 1871   | 1875   | 1880   | 1885   | 1890   | 1895   | 1900   | 1905   | 1910   | 1919   | 1925   | 1933   | 1939   | 1946   | 1950   | 1952   | 1961  | 1970   |
| Einwohner | 400   | 559    | 582    | 605    | 581    | 609    | 610    | 614    | 590    | 597    | 529    | 463    | 466    | 483    | 512    | 492    | 529    | 481    | 477    | 525    | 589    | 563    | 535   | 605    |
| Häuser    | 48    |        |        |        |        |        | 88     |        |        | 95     | 91     |        | 94     |        |        |        | 89     |        |        |        | 97     |        | 106   |        |
| Quelle    | [ 8 ] | [ 13 ] | [ 13 ] | [ 13 ] | [ 14 ] | [ 15 ] | [ 16 ] | [ 17 ] | [ 18 ] | [ 19 ] | [ 20 ] | [ 13 ] | [ 21 ] | [ 13 ] | [ 22 ] | [ 13 ] | [ 23 ] | [ 24 ] | [ 24 ] | [ 24 ] | [ 25 ] | [ 24 ] | [ 9 ] | [ 26 ] |

Ort Brandholz
| Jahr      | 001818 | 001819 | 001861 | 001871 | 001885 | 001900 | 001925 | 001950 | 001961 | 001970 | 001987 |
| Einwohner | *156   | *172   | †258   | 230    | 236    | 174    | 191    | *320   | *261   | *307   | †428   |
| Häuser    | *28    |        |        |        | 33     | 33     | 31     | *47    | *51    |        | †125   |
| Quelle    | [ 8 ]  | [ 27 ] | [ 14 ] | [ 16 ] | [ 19 ] | [ 21 ] | [ 23 ] | [ 25 ] | [ 9 ]  | [ 26 ] | [ 1 ]  |

## Religion
Brandholz ist seit der Reformation evangelisch-lutherisch geprägt und bis heute nach St. Erhard (Goldkronach) gepfarrt.